# Anolis liogaster
Anolis liogaster är en ödleart som beskrevs av  George Albert Boulenger 1905. Anolis liogaster ingår i släktet Anolis och familjen Polychrotidae. IUCN kategoriserar arten globalt som livskraftig. Inga underarter finns listade i Catalogue of Life.